# Що трапилося з Андресом Лапетеусом?
«Що сталося з Андресом Лапетеусом?» (ест. Mis juhtus Andres Lapeteusega?) — радянський художній фільм, знятий 1966 року режисером Григорієм Кромановим на студії Талліннфільм.
Екранізація роману «Подія з Андресом Лапетеусом» Пауля Куусберга.
Прем'єра фільму відбулася 20 березня 1966 року.

## Сюжет
Головний герой фільму — винуватець автомобільної аварії, внаслідок якої загинула людина, яка сама при цьому отримала важкі травми, потрапляє до лікарні. Перебуваючи на лікарняному ліжку, Андрес Лапетеус наново оцінює прожиті роки і робить висновок, що все його життя після війни — це довгий ланцюг дрібних і великих зрад фронтових друзів і себе самого.

## У ролях
- Ейнарі Коппель — Андрес Лапетеус (дублював Ігор Єфімов)
- Ада Лундвер — Реєт Лапетеус
- Іта Евер — Хальві Каартна (дублювала Лідія Гурова)
- Хейно Мандрі — Підрус (дублював Адольф Шестаков)
- Кальє Кійськ — Паювійдік (дублював Леонід Биков)
- Рейно Арен — Віктор Хаавік
- Антс Ескола — Юрвен (дублював — Юхим Копелян)
- Олев Ескола
- Харді Тійдус — Саммелсельг
- Вольдемар Куслап
- Прійт Ратас — організатор зустрічі
- Уно Лойт — Роогас
- Хельгі Салло — співачка в ресторані
- Відлуння Сікк-Кард — епізод
- Ельмар Ківіло — епізод